# HolzWerken
HolzWerken ist ein Imprint des Fachverlags Vincentz Network aus Hannover. Die Verlagsprodukte richten sich an ambitionierte Hobbyanwender in den Bereichen Tischlern, Möbelbau und Drechseln.

## Produktbereiche

### Zeitschrift
Die Zeitschrift HolzWerken erscheint mit 7 Ausgaben im Jahr. Sechs Ausgaben erscheinen in einem zweimonatlichen Turnus, zusätzlich erscheint seit dem Jahr 2016 einmal jährlich ein Spezialheft mit einem festen Themenfokus.
Die verbreitete Auflage von HolzWerken beträgt gegenwärtig 17.077 Exemplare.